# 이현수 (가수)
이현수 - 카를로스 갈반(스페인어: Carlos Ricardo Galvan 카를로스 갈반[*], 1978년 2월 5일)는 미국의 힙합 그룹 업타운의 멤버이다. 그는 칼리멕시(Cali-Mexci & SoLRaC)로 알려져 있다. 미국에서 한국인 어머니와 멕시코계 미국인 아버지 사이에서 태어났다. 그에게는 조너선(Jonathan)과 마이클(Michael)이라는 형제가 2명 있다.